# Gunther Morche
Gunther Morche (* 7. Dezember 1940 in Mannheim; † 15. November 2012) war ein deutscher Musikwissenschaftler, Organist, Orgelsachverständiger, Musikforscher, Musikredakteur, Herausgeber von Noten, Heidelberger Hochschullehrer und Universitätsmusikdirektor.

## Werdegang
Sein Studium der Theologie begann Gunther Morche in Heidelberg und setzte dieses in Paris fort, wo er auch Orgelschüler Marie-Claire Alains wurde. Danach arbeitete er als Vikar in Wolfisheim bei Strassburg, dort nahm er weiteren Orgelunterricht bei Michel Chapuis. Danach wandte er sich der Musikwissenschaft zu, worin er in Heidelberg mit einem Thema über klassische französische Orgelmusik promoviert wurde.
Ab Ende 1985 verbrachte er einen dreijährigen Forschungsaufenthalt am Deutschen Historischen Institut in Rom.
Als Akademischer Rat in Heidelberg versah er den Posten eines Universitätsmusikdirektors; darüber hinaus lehrte er an der Musikhochschule Karlsruhe und an der Musikhochschule Mannheim.
Das Spektrum seines Forschens reichte „von der Motette des 13. Jahrhunderts bis zu Ligeti und zum Serialismus.“
Morche spezialisierte sich insbesondere für die italienische Vokal-Kunst des 17. Jahrhunderts, die er nicht nur aufführte, sondern auch für den praktischen Gebrauch übertrug und veröffentlichte (Thomas Schipperges (Vita): „aktuell rund 250 Werke von 180 Komponisten“).

## Schriften und Musikveröffentlichungen
- Muster und Nachahmung. Eine Untersuchung zur klassischen französischen Orgelmusik (= Neue Heidelberger Studien zur Musikwissenschaft. 8). Francke, Bern 1979, ISBN 3-7720-1328-7 (Zugleich: Dissertation Universität Heidelberg 1975).
- Bemerkungen zu einem obsoleten Topos. Über Orgelmusik. In: Acta Organologica. 17, 1984.
- Hrsg. zus. mit Thomas Schipperges, unter Mitarbeit von Kara Kusan-Windweh: Reinhold Hammerstein. Schriften. Hans Schneider, Tutzing 2000. Bd. 1: Musik, Text und Kontext. ISBN 3-7952-1016-X. Bd. 2: Musik und Bild. ISBN 3-7952-1017-8.
- Hrsg.: Francesco Foggia: Motetti. Fondazione Giovanni Pierluigi da Palestrina, Centro Studi Palestriniani, 1988.
- Giovanni Valentini Kapellmeister am Kaiserhof (Sonderband – Dezember 2001) zusammen mit Silke Leopold (Autor) und Joachim Steinheuer (Autor)
- Hrsg.: Stefano Bernardi: Responsoria matutinalia per Hebdomadem Sanctam = Die Responsorien zur Matutin am Gründonnerstag, Karfreitag und Karsamstag (= Denkmäler der Tonkunst in Salzburg. Bd. 20). Strube, München 2012, ISBN 978-3-89912-148-3.